# Єфрейтор
Єфрейтор (нім. Gefreiter — звільнений від нарядів) — військове звання в збройних силах деяких держав, таких як Австрія, Німеччина та Росія.
У Радянській армії звання єфрейтор було першим військовим званням після рядового.
У Збройних силах України це звання має назву «старший солдат».

## Історія виникнення
Історично військове звання єфрейтора з'явилося в Європі у XVI столітті для піших солдатів ландскнехтів, переважно німецьких та швейцарських найманців. Ті солдати, які виявились особливо надійними та досвідченими, були призначені «gefreyten knechten» (тобто «вільні» чи «звільнені») і розміщувалися на важливих позиціях поля бою. Окрім привілеїв на додаткові звання, ще вони були звільнені від обов'язків вартових.
З XVIII століття єфрейтори були першими членами військової роти і кожен єфрейтор керував і командував секцією або відділенням (солдати рядового рангу). Звання існувало в кавалерії, піхоті, в саперних частинах та в артилерії.
З 1920-х років німецьке звання єфрейтора розширилося кількома додатковими званнями серед яких: оберєфрейтор, гауптєфрейтор, штабсєфрейтор, оберштабсєфрейтор. Усі звання єфрейтора зараз використовуються німецькою армією, повітряними силами та флотом.

## Німеччина

### Пруссія

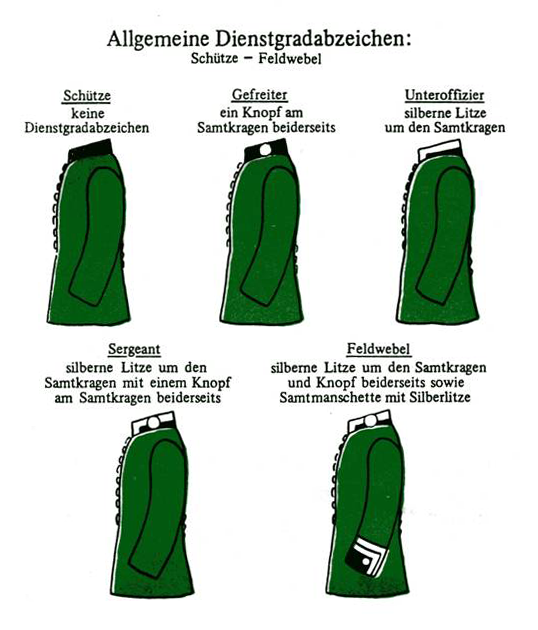
Однострої зі знаками розрізнення 10-єгерського батальйону, королівства Пруссія

Звання єфрейтор було присутнє в королівських військах Пруссії, та в кайзерівській армії.
За знаки розрізнення єфрейтор мав ґудзика на комірі.
Слід зауважити, що саме це звання мав Адольф Гітлер на час своєї демобілізації.

### Рейхсвер
За часів Веймарської республіки, у Збройних силах (Рейхсвер) існували звання єфрейтор, та оберєфрейтор. Звання були вище за рангом від рядового (верманн), та нижче від унтерофіцера.
З 1927 року, з'являється звання штабсєфрейтора, яке зайняло місце між оберєфрейтором та унтерофіцером.
Знаки розрізнення єфрейторів (1919–1935)
|                       |           |              |                        |
| 1919-1920             | 1920-1935 | 1920-1935    | 1920-1935              |
| Єфрейтор Оберєфрейтор | Єфрейтор  | Оберєфрейтор | Штабсєфрейтор (з 1927) |

### Вермахт (1935–1945)
В Сухопутних силах (Вермахт) звання єфрейтор, було вище ніж старший стрілець (обер-шутце), та нижче за оберєфрейтора.
В Вермахті крім звання єфрейтор було звання оберєфрейтор та штабсєфрейтор. Знаками розрізнення була певна кількість шевронів на рукаві та чотирипроменевих зірок.
|           |              |                                       |                        |
| 1935-1945 |              |                                       |                        |
| Єфрейтор  | Оберєфрейтор | Оберєфрейтор (вислуга більше 6 років) | Штабсєфрейтор (з 1942) |

### Люфтваффе (1935–1945)
В військово-повітряних силах (Люфтваффе) звання єфрейтор, було вище ніж рядовий (флігер), та нижче за оберєфрейтора.
В Люфтваффе крім звання єфрейтор було звання оберєфрейтор, гауптєфрейтор та штабсєфрейтора. Знаками розрізнення була певна кількість шевронів та чотирипроменевих зірок на рукаві, а також певна кількість крилець на петлицях.
|           |          |              |              |                         |                         |                        |                        |
| 1935-1945 |          |              |              |                         |                         |                        |                        |
| Єфрейтор  | Єфрейтор | Оберєфрейтор | Оберєфрейтор | Гауптєфрейтор (до 1944) | Гауптєфрейтор (до 1944) | Штабсєфрейтор (з 1944) | Штабсєфрейтор (з 1944) |

### Крігсмаріне (1935–1945)
В військово-морських силах (Крігсмаріне) звання єфрейтор, було вище ніж матрос, та нижче за штабсєфрейтора.
|                 |                      |                      |                     |                      |                      |                          |
| 1935-1945       |                      |                      |                     |                      |                      |                          |
| Матрос єфрейтор | Матрос штабсєфрейтор | Матрос штабсєфрейтор | Матрос оберєфрейтор | Матрос гауптєфрейтор | Матрос штабсєфрейтор | Матрос оберштабсєфрейтор |

### Національна народна армія Німецької Демократичної Республіки
В збройних силах Німецької Демократичної Республіки, звання в солдатському класі були присутні звання: солдат, єфрейтор, штабсєфрейтор.
Єфрейтор вище за рангом від солдата, та нижче від штабсєфрейтора. Здебільшого знаки розрізнення НРА були побудовані на знаках розрізнення Вермахту з приведеною уніфікацією до радянської армії. Єфрейтор мав за знаки розрізнення одну стрічку на погоні (як у радянського єфрейтора).
|          |               |
| Єфрейтор | Штабсєфрейтор |

### Бундесвер
У німецьких арміях — окрема штатна категорія військовослужбовців, як правило до неї належать надстроковики та молодші фахівці.
Єфрейтор (скорочено Gefr. або G.) — це другий клас в рамках сучасної німецької армії: Сухопутних сил (Хеер), Повітряних Сил (Люфтваффе) і флоту (морської піхоти). Звання єфрейтор прирівнюється до OR-2.
Послідовність рангів у цій конкретній групі така:
- OR-4а: Оберштабсєфрейтор
- OR-4b: Штабсєфрейтор
- OR-3а: Гауптєфрейтор
- OR-3b: Оберєфрейтор
- OR-2: Єфрейтор
- OR-1: Рядовий (стрілець-сухопутні сили, флігер-авіація, матрос-флот)

| Сухопутні сили, Військово-повітряні сили | NATO | Знаки розрізнення                                             | Знаки розрізнення                         | Знаки розрізнення                                                     | Знаки розрізнення                                                     | Флот              |
| Сухопутні сили, Військово-повітряні сили | NATO |                                                               |                                           | (погони та нашивки)                                                   | (погони та нашивки)                                                   | Флот              |
| ---------------------------------------- | ---- | ------------------------------------------------------------- | ----------------------------------------- | --------------------------------------------------------------------- | --------------------------------------------------------------------- | ----------------- |
| - Армія: Солдат - Люфтваффе: Флігер      | OR-1 | Jacke Dienstanzug Heeresuniformträger Panzertruppe            | Jacke Dienstanzug Luftwaffenuniformträger | Schulterklappe Dienstanzug Marineuniformträger 10er Verwendungsreihen | Ärmelabzeichen Dienstanzug Marineuniformträger 81er Verwendungsreihe  | Матрос            |
| Єфрейтор                                 | OR-2 | Jacke Dienstanzug Heeresuniformträger Jägertruppe             | Jacke Dienstanzug Luftwaffenuniformträger | Schulterklappe Dienstanzug Marineuniformträger 20er Verwendungsreihen | Ärmelabzeichen Dienstanzug Marineuniformträger 50er Verwendungsreihen | Єфрейтор          |
| Оберєфрейтор                             | OR-3 | Jacke Dienstanzug Heeresuniformträger Heeresaufklärungstruppe | Jacke Dienstanzug Luftwaffenuniformträger | Schulterklappe Dienstanzug Marineuniformträger 30er Verwendungsreihen | Ärmelabzeichen Dienstanzug Marineuniformträger 40er Verwendungsreihen | Оберєфрейтор      |
| Гауптєфрейтор                            | OR-3 | Jacke Dienstanzug Heeresuniformträger Artillerietruppe        | Jacke Dienstanzug Luftwaffenuniformträger | Schulterklappe Dienstanzug Marineuniformträger 50er Verwendungsreihen | Ärmelabzeichen Dienstanzug Marineuniformträger 30er Verwendungsreihen | Гауптєфрейтор     |
| Штабсєфрейтор                            | OR-4 | Jacke Dienstanzug Heeresuniformträger Heeresflugabwehrtruppe  | Jacke Dienstanzug Luftwaffenuniformträger | Schulterklappe Dienstanzug Marineuniformträger 60er Verwendungsreihen | Ärmelabzeichen Dienstanzug Marineuniformträger 20er Verwendungsreihen | Штабсєфрейтор     |
| Оберштабсєфрейтор                        | OR-4 | Jacke Dienstanzug Heeresuniformträger Fernmeldetruppe         | Jacke Dienstanzug Luftwaffenuniformträger | Schulterklappe Dienstanzug Marineuniformträger 30er Verwendungsreihen | Ärmelabzeichen Dienstanzug Marineuniformträger 10er Verwendungsreihen | Оберштабсєфрейтор |

Відповідно до умов просування звання Бундесверу, призваний персонал OR-1 може бути підвищений до рівня OR-2 після проходження початкової підготовки рекрутів (як правило, через три місяці) до звання «єфрейтор».

## Австрія
Єфрейтор (скорочено Gfr) — військове звання Збройних сил Австрії. Належить до рангової солдатської групи (OR2-OR4).
|                             |  |  |
| Знаки розрізнення єфрейтора |  |  |

### Австро-угорська армія
У Австро-угорській армії (1867-1918) єфрейтор (нім. Gefreiter, угор. Őrvezetö) військове звання вище за рангом від рядового, та молодше від капрала.
Знаками розрізнення єфрейтора була одна біла целулоїдна зірка на стоячому комірі однострою. В українському легіоні (УСС), аналогом звання єфрейтор було старший стрілець.

## Швейцарія
Єфрейтор (нім. Gefreiter, скорочено Gfr) — військове звання в збройних силах Швейцарії. Належить до рангової солдатської групи (OR1a-OR3). Єфрейтор старше за рангом від солдату, та молодше від оберєфрейтору.
Так як у Швейцарії чотири мови, то назва «єфрейтор» позначається лише німецькою мовою; французькою, італійською та ретороманською звання має іншу назву (фр. Appointé, італ. Appuntato, ромш. Appuntà).
|                             |                             |                                 |                                 |
| Знаки розрізнення єфрейтора | Знаки розрізнення єфрейтора | Знаки розрізнення оберєфрейтора | Знаки розрізнення оберєфрейтора |
| Погон                       | Маск. костюм                | Погон                           | Маск. костюм                    |

## Росія

### Московське царство та Російська імперія
У Московському царстві чин (військове звання) єфрейтора введений царем Петром Олексійовичем військовим статутом 1716 року в піхоті, кавалерії та інженерних військах, але єфрейтора не прижився і з 1722 року не використовувався.
У період правління російського імператора Павла I було введено приблизно аналогічне йому звання рядовий старшого окладу, яке після сходження на престол імператора Олександра I було збережено тільки для гвардії, як елемент заохочення.
Повторно введено в ході військової реформи 1826 року. В артилерії російської армії єфрейторові відповідав — бомбардир, в іррегулярних військах (козаки) — наказний.
При некомплекті молодших унтер-офіцерів єфрейтори призначалися командирами відділень (по два в кожному взводі).
У 1917 році Російська імперія припинила своє існування. 16 грудня 1917 року після Жовтневого перевороту декретом радянського керівництва було відмінено чини, звання та титули часів Російської імперії. Але цей чин як і інші, ще деякий час використовувався у Білих арміях (1917-1921).
Звання єфрейторів Російської армії автоматично присвоювалося становим козакам, які підлягали мобілізації у XIX та XX сторіччі з територій Чернігівської та Полтавської губернії.
|                             |                                                                                         |                                               |
| Знаки розрізнення єфрейтора |                                                                                         |                                               |
| Надстроковик гвардії        | Команда веслярів катерів гвардійських піхотних Преображенського та Семенівського полків | 3-й Смоленський уланський Олександра ІІІ полк |

### СРСР (1940–1991)
22 вересня 1935 року у СРСР були введені персональні військові звання в Червоній армії та Флоті.
При реформі 1940 року, в РСЧА та РСЧФ були змінені персональні звання молодшого командного складу. В Сухопутних силах замість звань відділений командир та молодший комвзвода, вводяться звання єфрейтор (рядовий склад), молодший сержант, сержант та старший сержант (всі три молодший комсклад). Надавалося за зразкове виконання службових обов'язків та зразкову військову дисципліну. Знаками розрізнення єфрейторів стають петлиці з повздовжнім просвітом. Петлиці були кольору роду військ чи служб: малинові-для піхоти, блакитні — для авіації, чорні — для артилерії, танкістів та інженерних військ. Петлиці мали червону облямівку на чорних петлицях, та чорну на червоних. Просвіт був червоний.
Згідно указів Президії Верховної Ради від 6 січня 1943 року «О введенні нових знаків розрізнення для особового складу Червоної Армії» та від 15 лютого 1943 року «О введенні нових знаків розрізнення для особового складу ВМФ» вводяться нові однострої, та нові знаки розрізнення. Замість петлиць вводяться погони на яких стали розміщуватися нові знаки розрізнення. Знаки розрізнення на погонах майже збігалися з імперськими. Єфрейторські погони мали по одній стрічці («личці») жовтого (срібного у медичній та ветеринарній службах) кольору, на погоні притаманного роду військ чи служби. На погонах нижче стрічки розташовувалася (крім піхоти) емблема роду військ чи служби, а також могла бути присутня шифровка військового підрозділу. Польові погони, мали стрічки брунатного кольору, поле погона було захисного кольору, а облямівка погона була відповідною до кольору роду військ чи служби. Слід зауважити, що такі знаки розрізнення були у імперського єфрейтора до скасування цього чину в 1917 році.
У ВМФ цьому званню відповідало корабельне звання старший матрос. В частинах ВМФ де використовувалися не корабельні звання, навіть при наявності сержантських звань, еквівалентом звання єфрейтор було звання «старший червонофлотець».
В 1955 році, відбувається часткове змінення знаків розрізнення. Так солдатський та сержантський склади отримують на погони шифровку СА (Радянська армія). За таким же принципом отримали шифровки прикордонники (ПВ), внутрішні війська (ВВ), та держбезпека (ГБ). Облямівка на погонах зникла, стрічки стали лише золотого кольору. Кількість кольорів які стали використовувати для поля погону значно зменшилася.
В такому вигляді знаки розрізнення єфрейторів проіснували до розпаду СРСР у 1991 році.
|                 |                  |               |                  |                |                  |               |                 |                          |                     |                |
| 1940-1943       | 1940-1943        | 1943-1955     | 1943-1955        | 1943-1955      | 1943-1955        | 1943-1955     | 1943-1955       | 1943-1955                | 1955-1991           | 1955-1991      |
| Петлиця, піхота | Петлиця, авіація | Погон, піхота | Погон, кавалерія | Погон, авіація | Погон, артилерія | Погон, медики | Погон, інженери | Погон, піхота (польовий) | Погон, мотострільці | Погон, авіація |

### Російська Федерація (з 1991)
Збройні сили Російської федерації які утворилися під час розпаду СРСР, перейняли радянський зразок військових звань, а також радянських знаків розрізнення.
В 1994 році відбулася часткова зміна знаків розрізнення. Рядовий та сержантський склад отримав на погони кутики замість стрічок. З 2010 року, кутики зникають з погонів, а на їх місце повертаються стрічки. Єфрейтор має на погоні один кутик. Єфрейтор молодше за рангом від молодшого сержанта, але старше від рядового.
У Російській армії присвоюється старшим і найкращим солдатам, які на період відсутності командирів відділень замінюють їх.
|                                |                  |                                |           |            |                     |
| 1994-2010                      | 1994-2010        | 1994-2010                      | з 2010    | з 2010     | з 2010              |
| Погон (парадний), війська РХБЗ | Погон (польовий) | Погон, курсанта- єфрейтора ПКС | Погон, СВ | Погон, ПКС | Погон-муфта польова |

## Болгарія
Військове звання в Сухопутних та Повітряних силах Болгарської армії. Старше за рангом від солдата, та молодше від молодшого сержанта. На флоті цьому званню відповідає звання старший матрос.
Знаками розрізнення єфрейтора є одна стрічка на погоні.
|                             |     |
| Знаки розрізнення єфрейтора |     |
| Сухопутні сили              | ВПС |